# المسيحية في ليختنشتاين

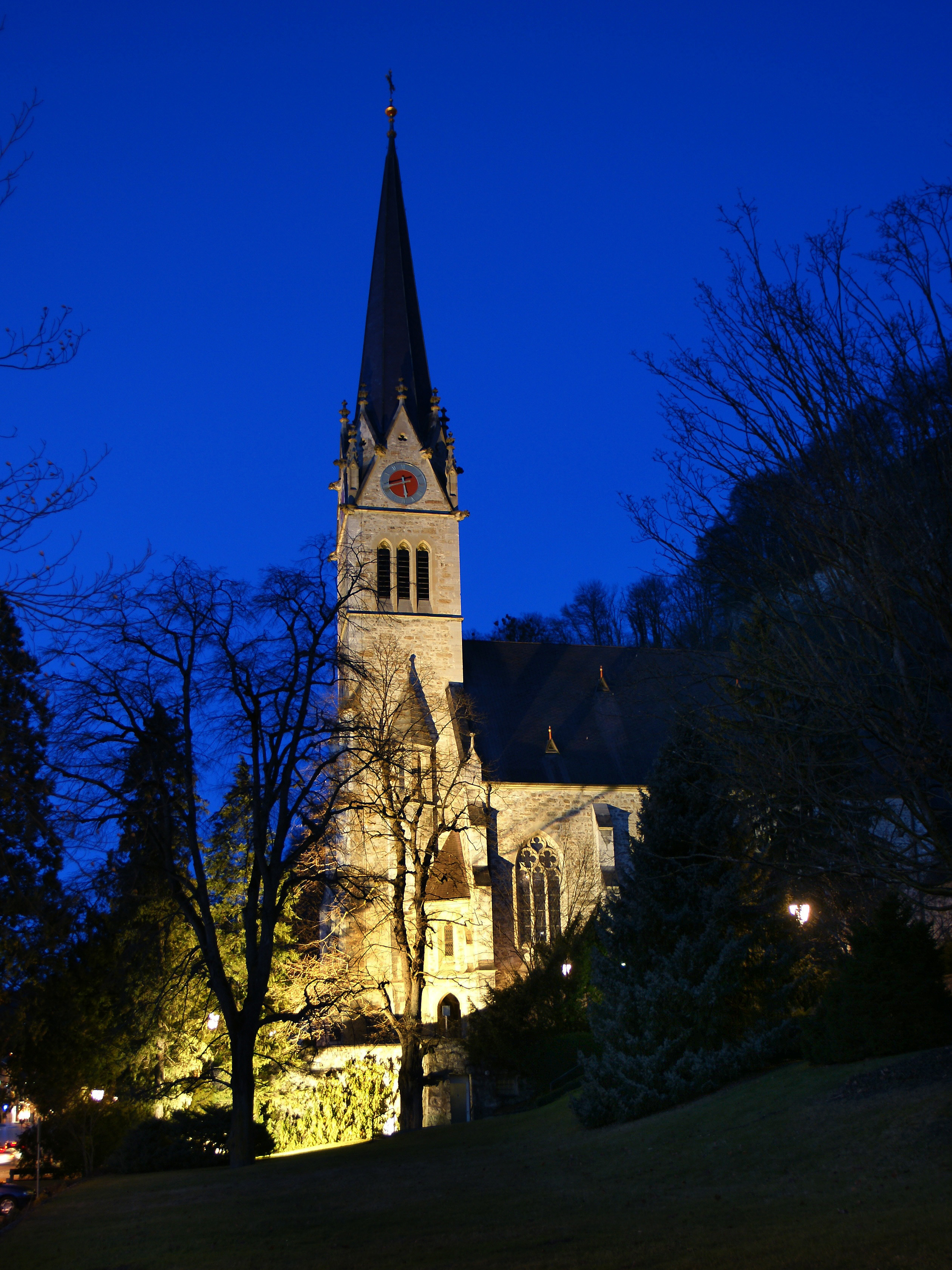
كاتدرائيَّة القديس فلورين في فادوز.

المسيحية في ليختنشتاين هي الديانة الغالبة، تعتبر ليختنشتاين دولة ذات أغلبية كاثوليكية وتتواجد فيها أقلية بروتستانتية. ووفقًا لتعداد السكان عام 2010، فإن 85.8% من مجموع السكان مسيحيون، من بينهم 75.9% يلتزمون بالإيمان الكاثوليكي، ويتبعون أبرشية فادوز الرومانية الكاثوليكية، في حين أن 8.5% من السكان من أتباع المذهب البروتستاني وينتظمون أساسًا في الكنيسة الإنجيلية (الكنائس المتحدة والإصلاحيَّة) والكنيسة اللوثرية في ليختنشتاين.
تعد الكنيسة الكاثوليكية، وفقًا لدستور ليختنشتاين، هي الدين الرسمي للدولة. ويعلن الدستور أن الكنيسة الكاثوليكية هي «كنيسة الدولة، وبذلك تتمتع بحماية كاملة من قبل الدولة». وتقدم ليختنشتاين الحرية الدينيَّة لأتباع جميع المعتقدات الدينية، وتعتبر «المصالح الدينية للشعب» أولوية من أوليات الحكومة. وفي مدارس ليختنشتاين، على الرغم من السماح بالإستثناءات، فإن التعليم الديني حسب العقيدة الكاثوليكية أو البروتستانتية مطلوب قانونيًا. وتمنح الحكومة الإعفاء الضريبي للمنظمات الدينية.

## ديموغرافيا

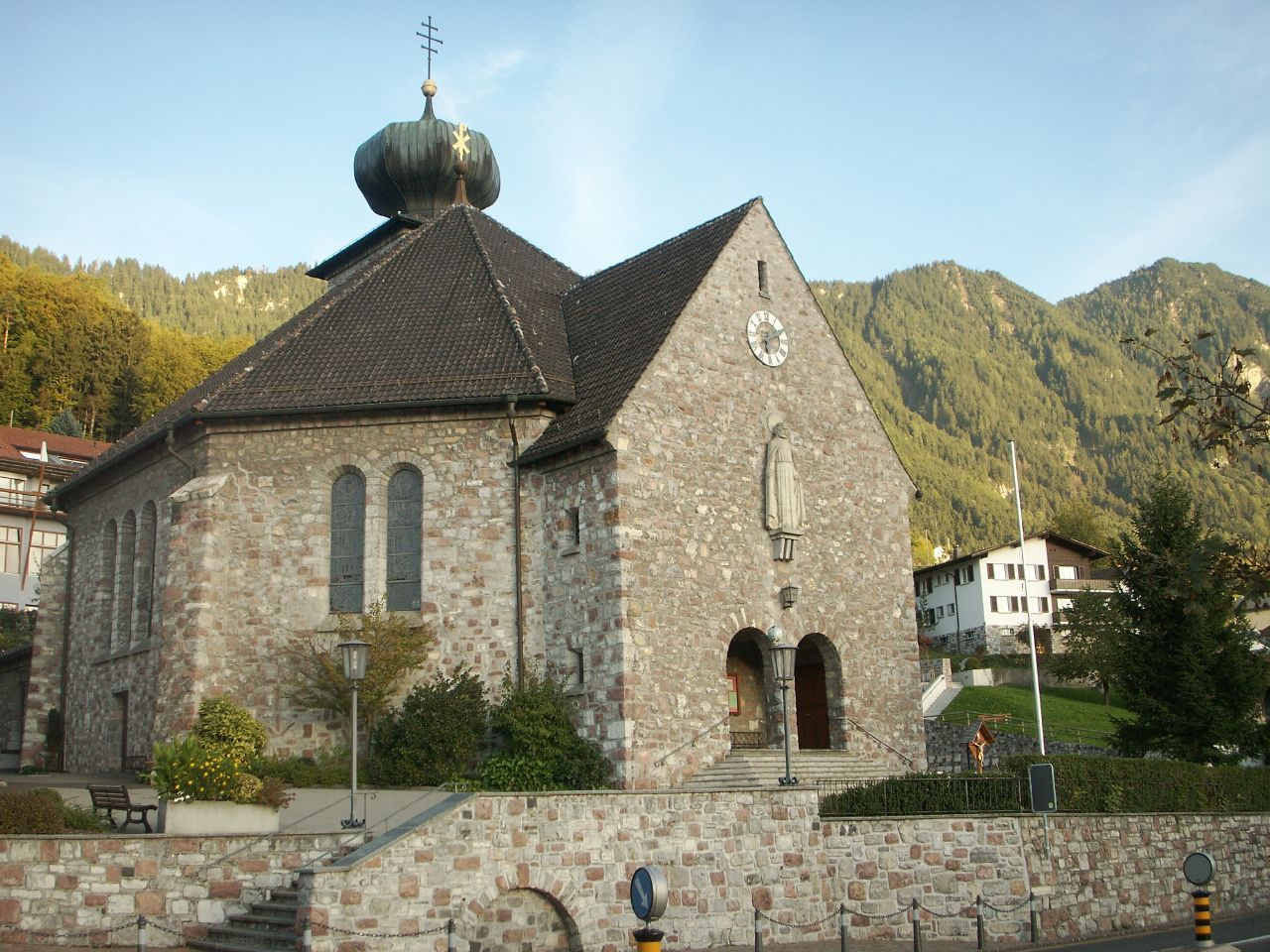
كنيسة القديس يوسف في فادوز.

ليختنشتاين هو بلد صغير، بلد غير ساحلي يقع في منطقة جبال الألب في أوروبا. وإعتبارًا من عام 2010، كانت نسبة 85.8% من سكان ليختنشتاين من المسيحيين. من حيث التركيبة السكانية الدينيَّة، يتبع المذهب الكاثوليكي 75.9% من السكان وحوالي 8.5% من السكان هم من أتباع البروتستانتية المسيحية، و1.1% هم من أتباع المسيحية الأرثوذكسية.
من حيث التردد على الكنائس وممارسة الصلوات والشعائر الدينية حوالي 23% من المسيحيين الكاثوليك، و24% من المسيحيين غير الكاثوليك يشاركون بانتظام في الخدمات الدينية الأسبوعية.

### احصائيات
| الديانة             | 2010  | 2000  | 1990  |
| ------------------- | ----- | ----- | ----- |
| الكاثوليك           | 75.9% | 78.4% | 84.9% |
| البروتستانت         | 8.5%  | 8.3%  | 9.2%  |
| المسيحيون الأرثوذكس | 1.1%  | 1.1%  | 0.7%  |
| طوائف مسيحية أخرى   | 0.3%  | 0.1%  | 0.2%  |
| المسلمون            | 5.4%  | 4.8%  | 2.4%  |
| أتباع ديانات أخرى   | 0.8%  | 0.3%  | 0.2%  |
| اللادينيين          | 5.4%  | 2.8%  | 1.5%  |
| غير معروف           | 2.6%  | 4.1%  | 0.9%  |

## المسيحية في المجتمع

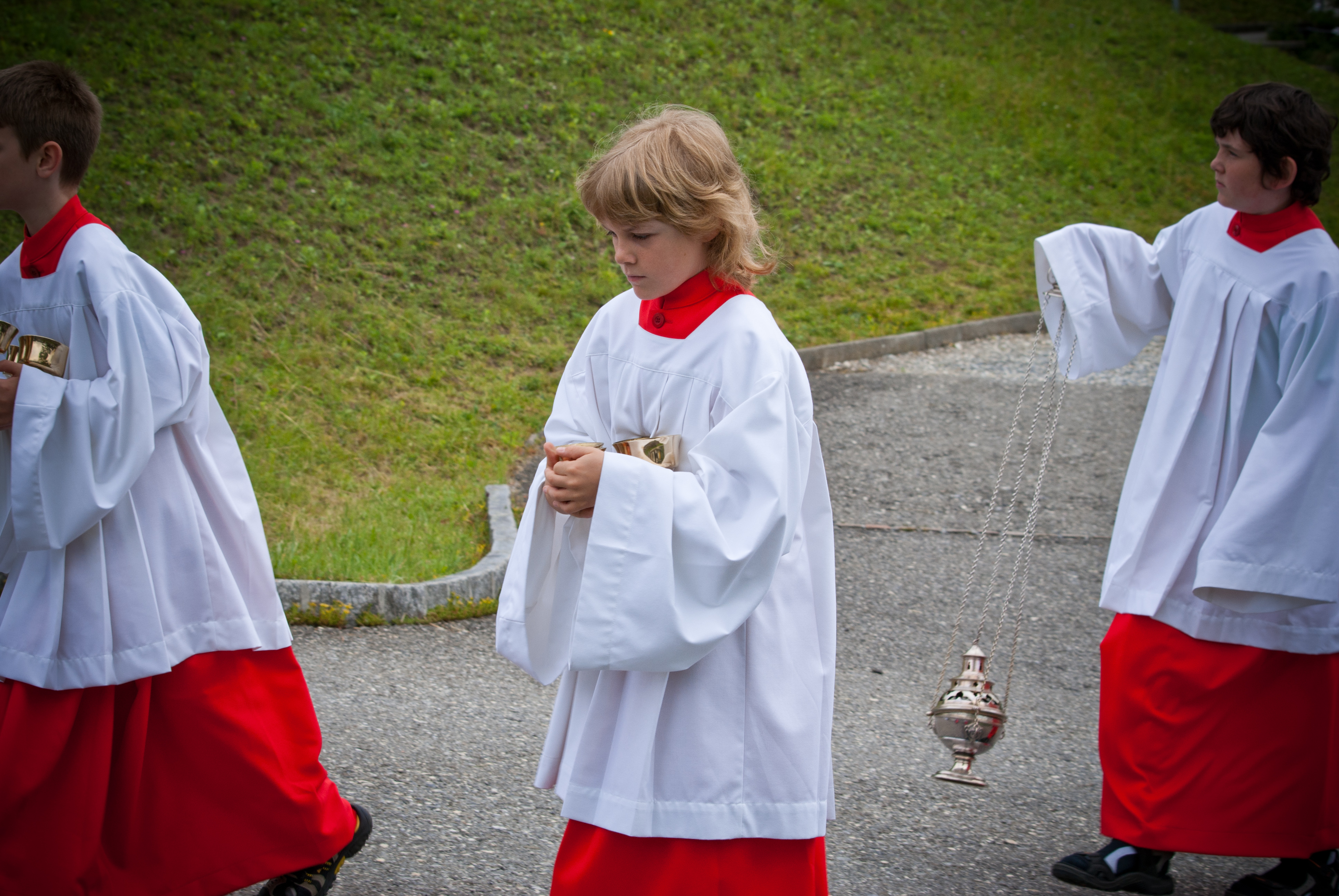
خدام المذبح خلال مسيرة كوربوس كرسيتو.

### السياسة
الكنيسة الرومانية الكاثوليكية حسب دستور ليختنشتاين هي دين الدولة. وينص الدستور على أن الكنيسة الكاثوليكية هي «كنيسة الدولة وعلى هذا النحو تتمتع بالحماية الكاملة من قبل الدولة». ليختنشتاين توفر الحماية لمعتنقي جميع المعتقدات الدينية، وترى «المصالح الدينية للشعب» أولوية للحكومة.
قبل عام 1997 كانت أبرشية ليختنشتاين الرومانيَّة الكاثوليكيَّة جزءًا من إمارة أبرشية شور الويسرية. وقد تم دعم الإصلاحات التي تهدف إلى التقليل من تأثير الكنيسة الكاثوليكية على الحكومة في ليختنشتاين من قبل الأمير هانز آدم الثاني. لم تم منح كل من الملك الحالي في ليسوتو، وأمير موناكو وأمير ليختنشتاين لقب الملك الكاثوليكي أو جلالة الملك الكاثوليكي على الرغم من كونهم كاثوليك، وذلك على خلاف الملك في بلجيكا، ولوكسمبورغ، وإسبانيا، والذين يحتفظون في لقب «جلالة الملك الكاثوليكي» بشكل وراثي.

### التعليم
في المدارس العامة في إمارة ليختنشتاين، على الرغم من السماح بالإستثناءات، يلزم قانونيًا التعليم الديني حسب منهج الكنيسة الكاثوليكية أو البروتستانتية. ويتم منح إعفاء ضريبي من الحكومة إلى المنظمات الدينية المسيحية.